# Helena Öberg
Helena Margareta Öberg, född 10 oktober 1966 i Eskilstuna Klosters församling, Södermanlands län, är en svensk författare, född och uppvuxen i Eskilstuna. 

## Biografi
Nu jobbar hon som kulturutvecklare för litteraturen som konstform på Region Västmanland. Hon bor och är verksam i Västerås.

## Priser och utmärkelser
Helena Öbergs och Kristin Lidströms Din tur, Adrian nominerades till: 
- Augustpriset 2015 i kategorin barn- och ungdomsböcker.[4]
- Nils Holgerssonplaketten 2016[5]
- Bologna Ragazzi Award (BRAW) for disabilities, special mention, 2016[6]

Övriga utmärkelser för Din tur, Adrian:
- dPictus, 100 international titles for Frankfurt Book Fair exhibition 2018
- White Raven, Internationale Jugendbibliothek, München 2016

Kattvinden fick utmärkelsen Svensk Bokkonst 2018 och nominerades till Elsa Beskow plaketten 2018.